# Wiatrak polderowy

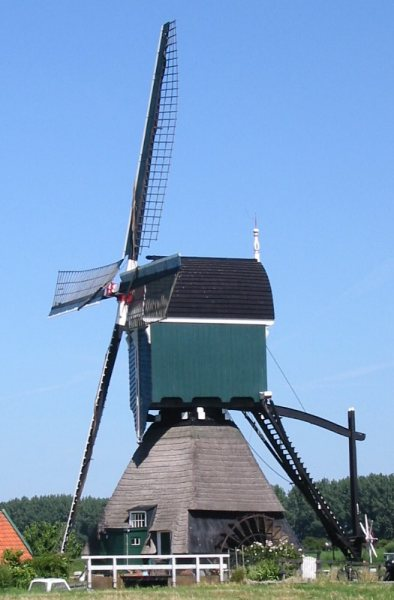
Wiatrak polderowy typu wipmolen z kołem wodnym.

Wiatrak polderowy – rodzaj wiatraka, zwykle usytuowanego na grobli, używanego do przepompowywania wody z niższego poziomu na wyższy w celu osuszania polderu. Najwięcej tego rodzaju wiatraków znajduje się na obszarach polderowych w środkowej i zachodniej Holandii.

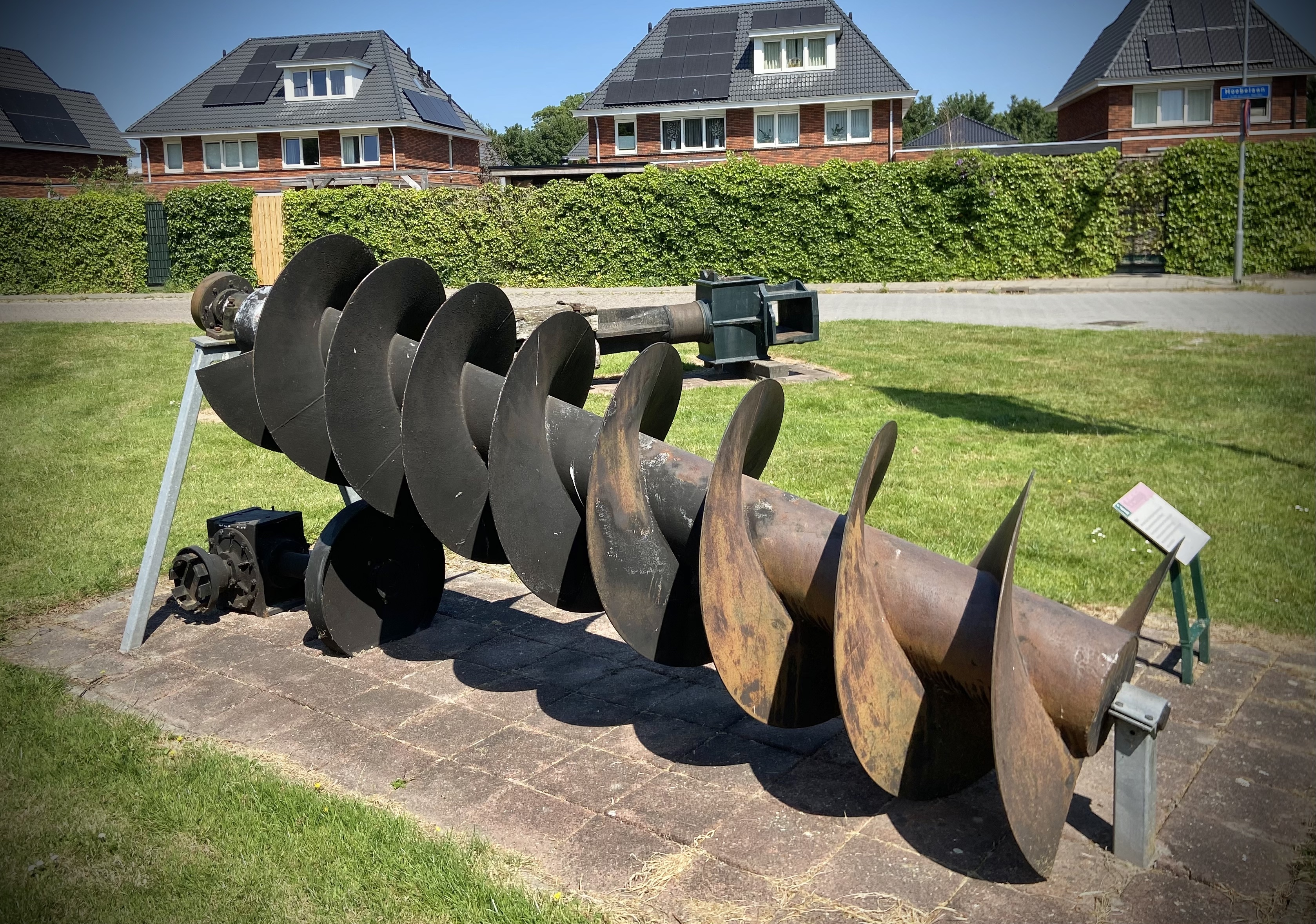
Śruba Archimedesa z przepompowni polderu De Horn w Holandii o wydajności 18 m³/min.

## Historia
Najstarszym wiatrakiem używanym do przepompowywania wody jest wiatrak z okolicy Gandawy wybudowany w 1316.. W XIV w. Wiatrak polderowy typu wipmolen (niderl. Kokermolen) jest rozwinięciem koźlaka. Podstawową innowacją młyna typu wipmolen w porównaniu z koźlakiem było przeniesienie większości mechaniki młyna i pomieszczeń do podstawy młyna, która była zamkniętym pomieszczeniem z drewnianymi lub murowanymi ścianami. Stało się to możliwe dzięki przesunięciu wału pionowego do osi obrotu młyna poprzez zastąpienie tzw. „siodła" – dębowym pustym cylindrem, kołczanem (w języku dolnoniemieckim i niderlandzkim: Koker), przez który przechodzi pionowy główny wał napędowy (wał królewski). Od początku XV w. wiatraki polderowe zaczęto budować w rejonie Alkmaar. Potem zostały rozpowszechnione na całą Holandię, której terytorium zaczęto powiększać poprzez osuszanie coraz to nowych terenów. Zwykle stawiano po kilka lub nawet kilkanaście wiatraków obok siebie aby przepompowywać więcej wody. W XIX i XX wieku wiatraki polderowe zaczęły tracić na swym znaczeniu, gdyż do przepompowywania wody z kanałów polderowych zaczęto używać pomp parowych, a potem elektrycznych.
Do dziś działających wiatraków na terenie Holandii i Belgii jest około 30.000. Największe skupisko wiatraków polderowych znajduje się w skansenie Kinderdijk.

## Zasada działania
Siła wiatru, obracająca śmigę (skrzydło wiatraka), przekazywana poprzez system kół zębatych i przekładni mechanicznych wprawia w ruch obrotowy koło wodne lub śrubę Archimedesa. Te zanurzone w kanale wodnym poniżej grobli transportują wodę do kanału znajdującego się powyżej. Wiatrak zwykle posiada system ustawiający ruchomą czapę w kierunku wiejącego wiatru.

## Galeria

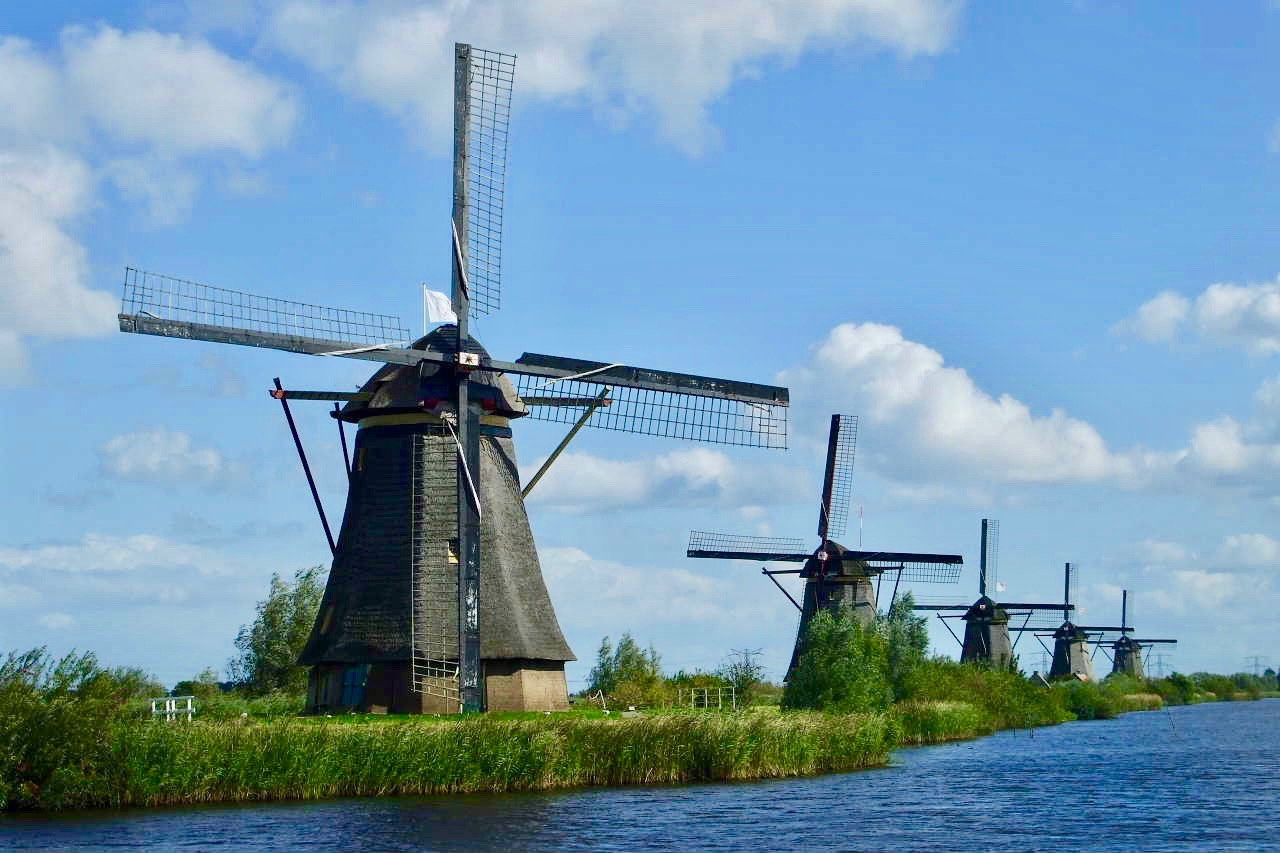
Wiatraki polderowe typu holenderskiego w Kinderdijk.
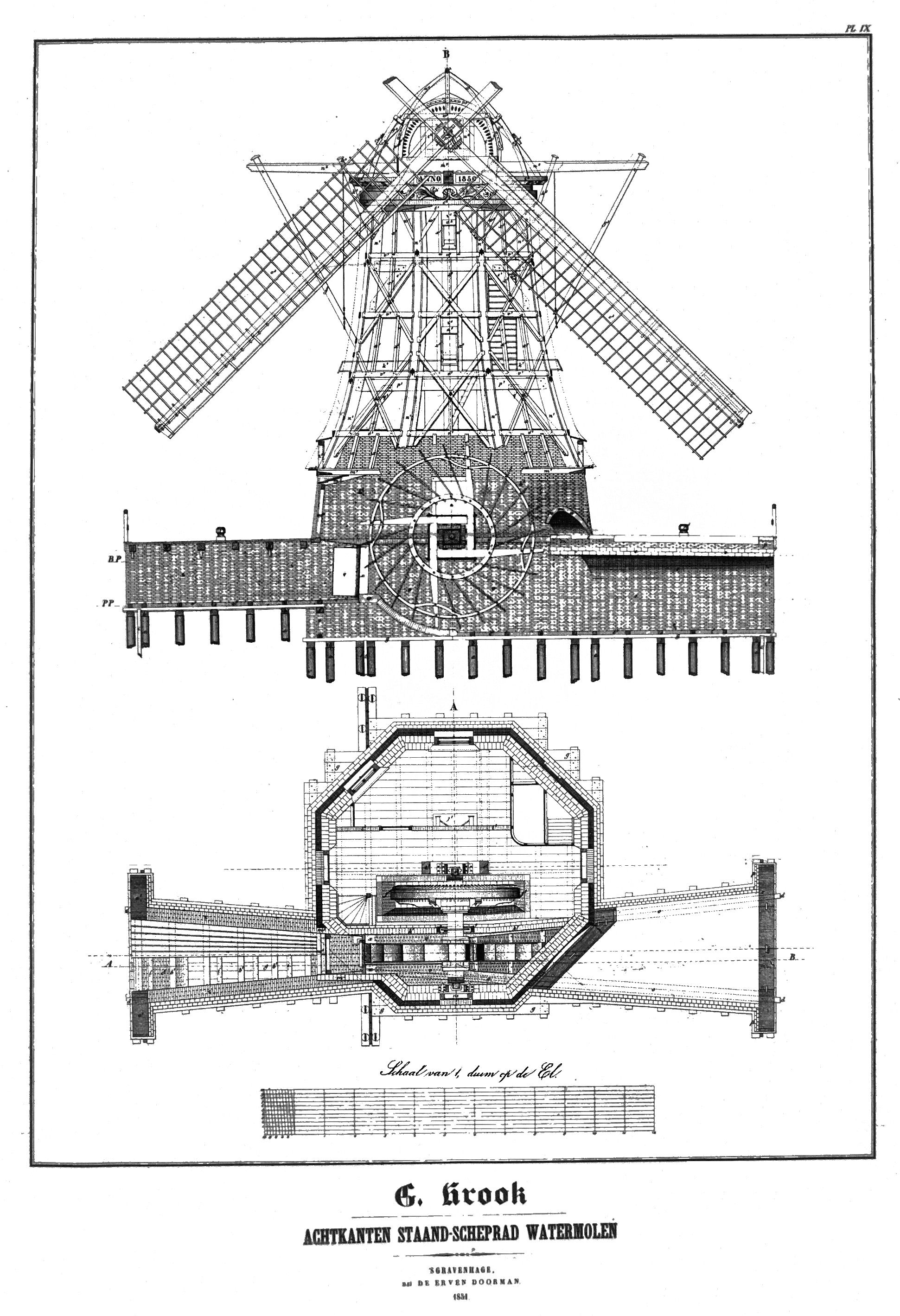
Rys. tech. wiatraka z kołem wodnym.
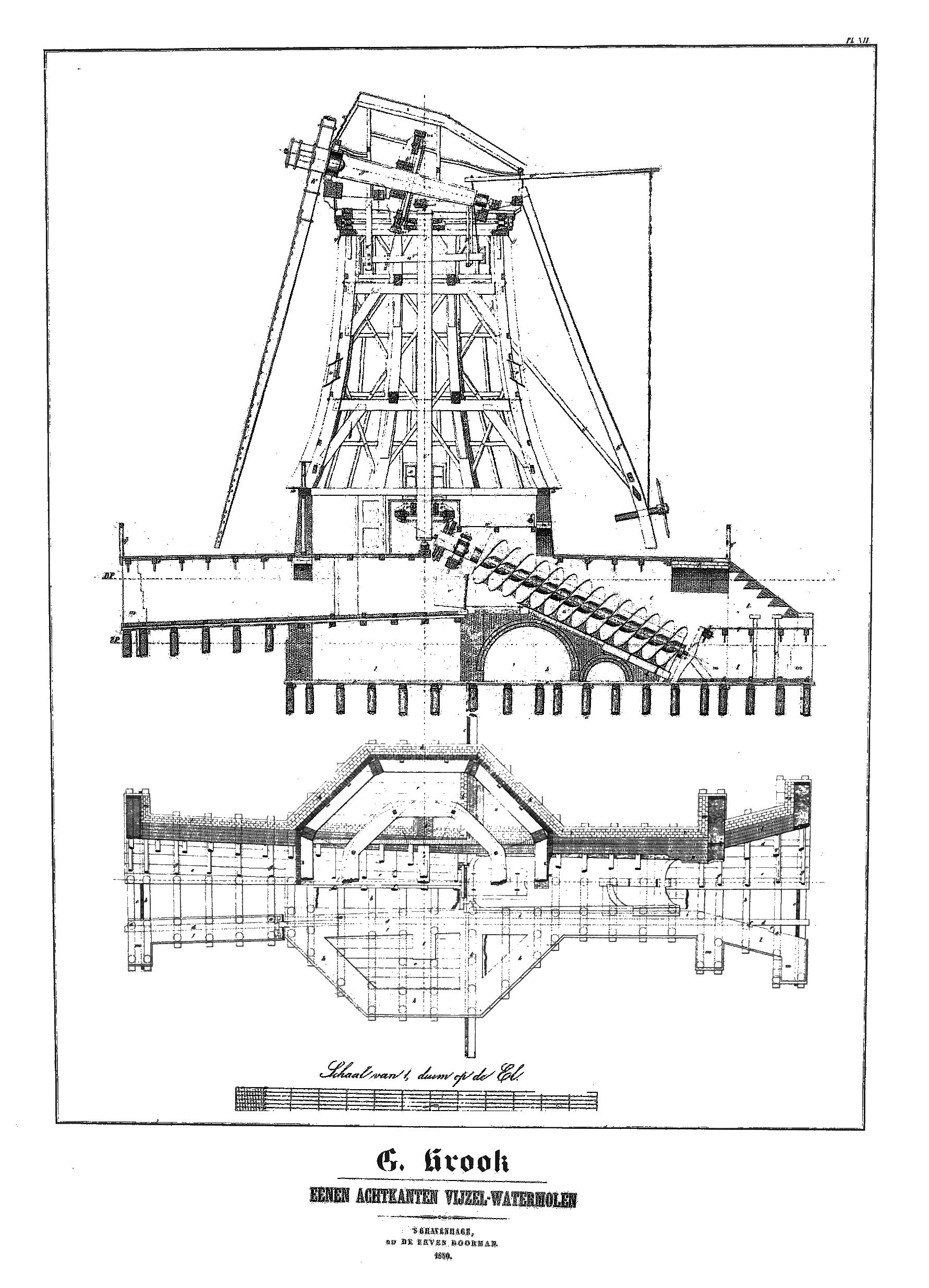
Rys. tech. wiatraka ze śrubą Archimedesa.
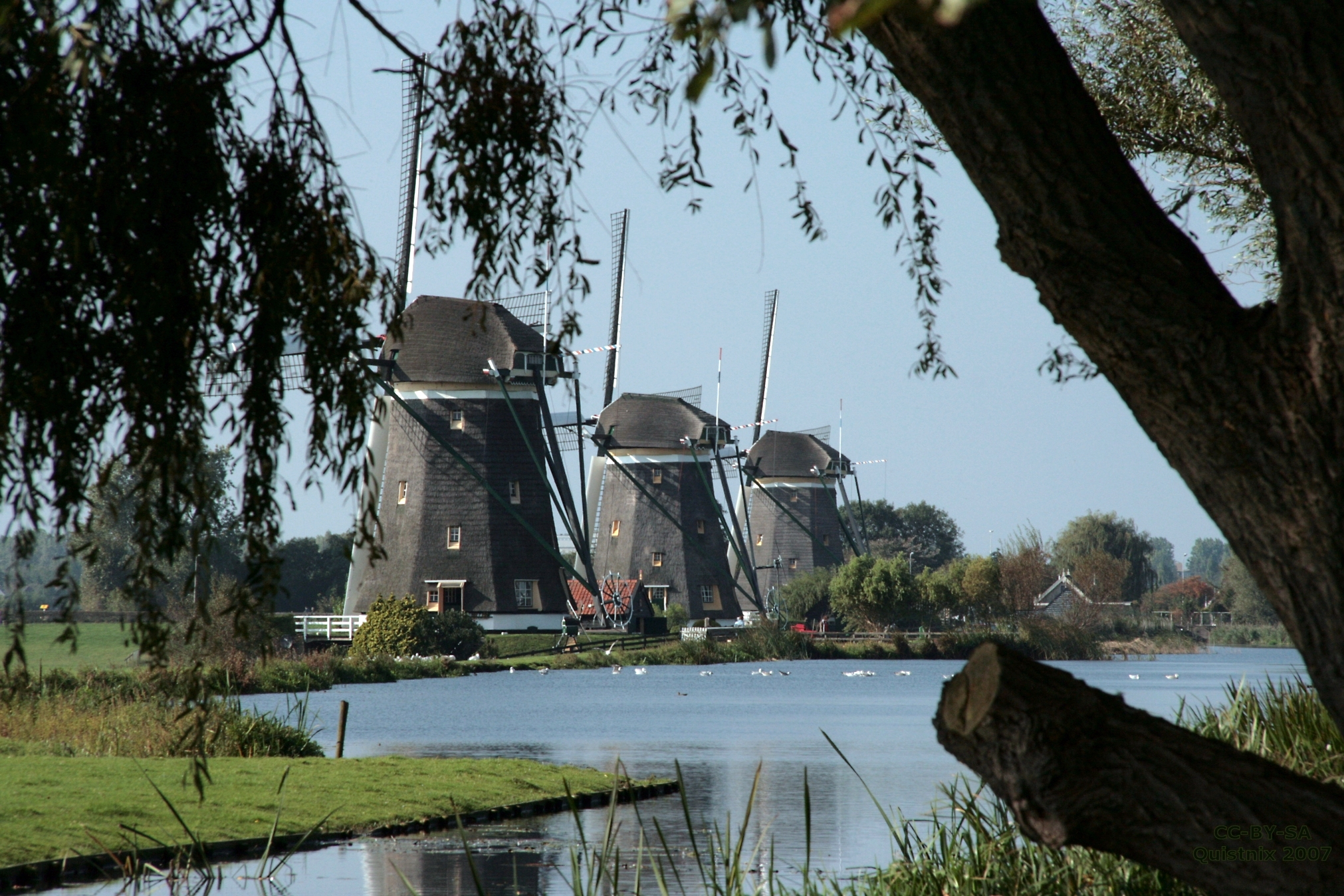
Wiatraki polderowe w Leidschendam.
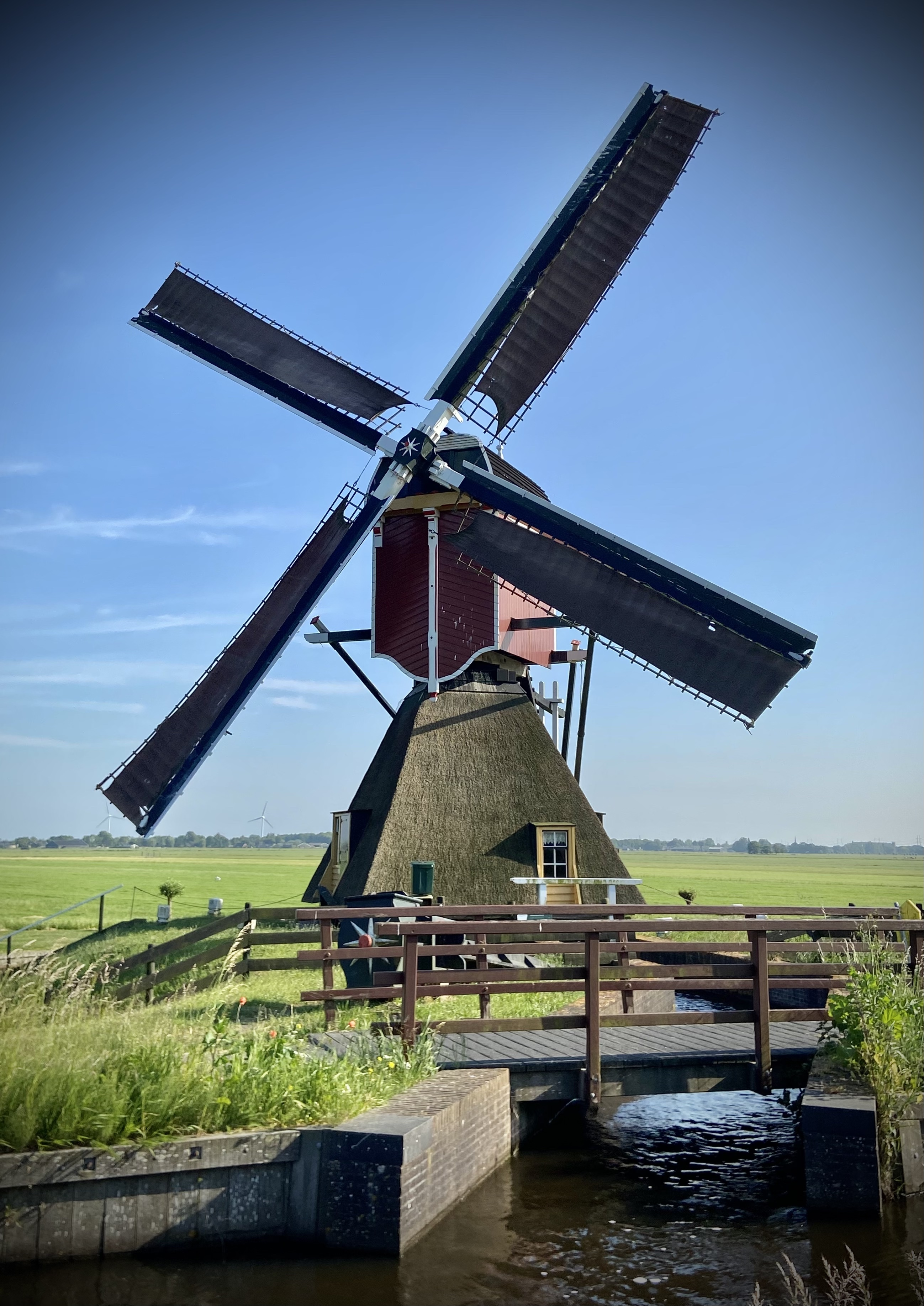
Lagenwaardsemolen - wiatrak polderowy typu wipmolen (1704) przepompowujący wodę z polderu Lagenwaard w okolicy Woubrugge (Holandia)
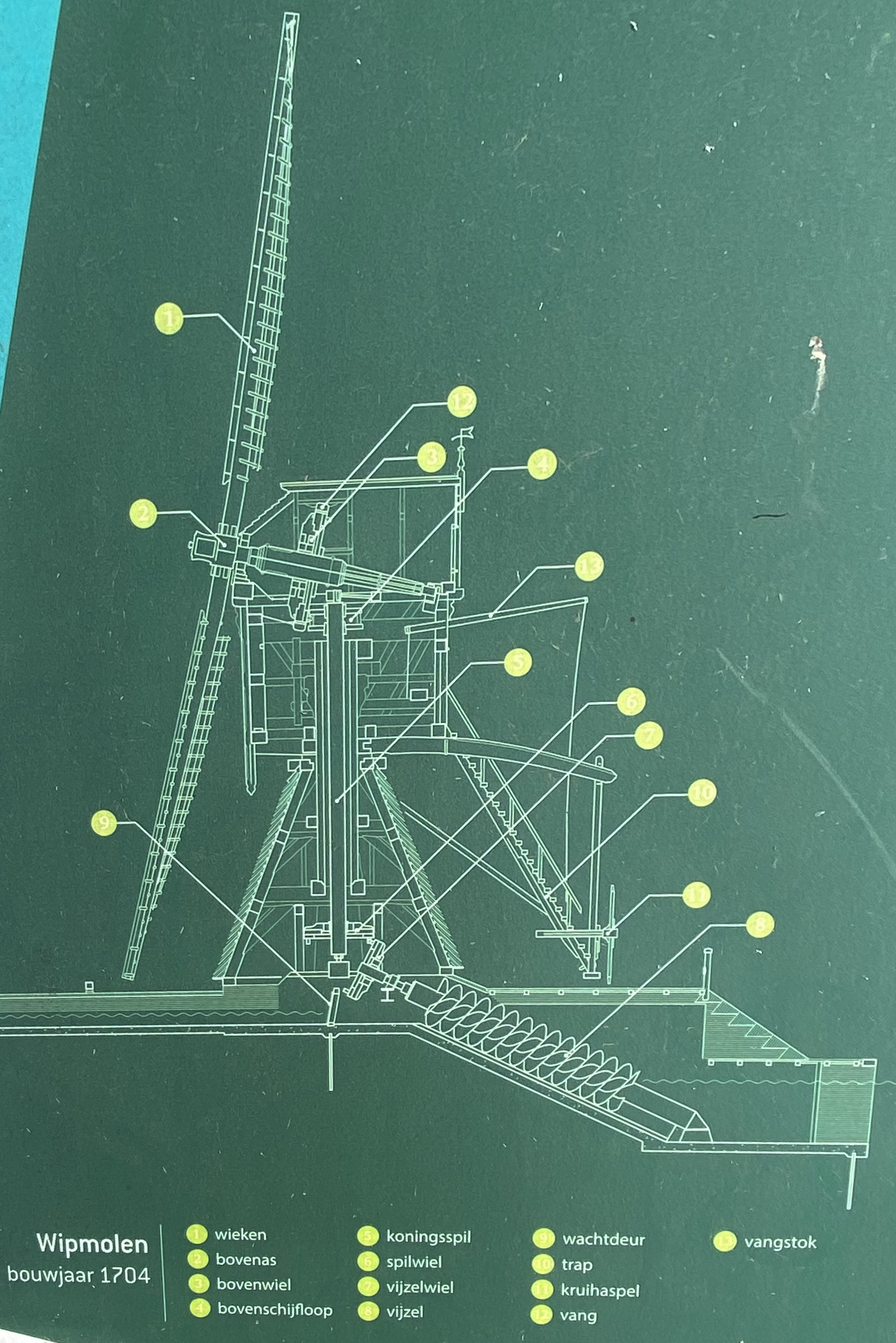
Rysunek techniczny wiatraka polderowego ze śrubą Archimedesa.